# Bataillon Elektronische Kampfführung 931
Das Bataillon Elektronische Kampfführung 931 (EloKaBtl 931) ist ein Verband der Teilstreitkraft Cyber- und Informationsraum (CIR) der Bundeswehr, der dem Kommando Aufklärung und Wirkung unterstellt und in der Heinrich-Hertz-Kaserne in Daun (Rheinland-Pfalz) stationiert ist. Es ist eines von vier Bataillonen für Elektronische Kampfführung (EloKa) der Bundeswehr.

## Auftrag
Der Auftrag des Verbandes ist die Fernmeldeaufklärung. Dazu klärt er elektromagnetische Ausstrahlungen sowohl zur Krisenfrüherkennung, als auch zur Unterstützung und zum Schutz der eigenen Soldaten und Partner in den Auslandseinsätzen der Bundeswehr auf. Der Vorgang umfasst dabei neben der Suche, Erfassung, Aufzeichnung und Ortung von Fernmeldeausstrahlungen auch erste Schritte der Auswertung. Die Aufklärung erfolgt dabei durch mobilen Einsatz.
Die Aufklärungsergebnisse über Krisenregionen und Gebiete, die im Interessenprofil der Bundesrepublik Deutschland liegen, werden als Beiträge zur Lagefeststellung an vorgesetzte Dienststellen gemeldet. Ziel ist es, aussagekräftige Beiträge zu erarbeiten, um ein umfassendes Lagebild zu gewinnen.

## Geschichte
Am 1. Juli 1957 als Fernmeldeaufklärungsbataillon 225 (FmAufklBtl 225) in Bergisch Gladbach aufgestellt, wurde das Bataillon, das zum 15. März 1959 in Fernmeldebataillon 51 (FmBtl 51) umbenannt wurde, mit Wirkung vom 10. September 1965 in seinen neuen Standort Daun verlegt. Durch die damals noch im Bau befindliche Heinrich-Hertz-Kaserne wurde die Stadt Daun in der Vulkaneifel im Jahre 1965 Garnisonstadt. Nach einem Namenswechsel in Fernmeldebataillon 940 (FmBtl 940) im Jahr 1974 und Fernmeldeaufklärungsregiment 940 (FmAufklRgt 940) im Jahr 1992 wurde der Verband 2003 Teil des neu geschaffenen militärischen Organisationsbereichs Streitkräftebasis (SKB), dem Kommando Strategische Aufklärung unterstellt und trug bis zum 31. März 2013 den Namen Fernmeldeaufklärungsabschnitt 931 (FmAufklAbschn 931). Das 1978 gegründete Amt für Nachrichtenwesen der Bundeswehr (ANBw) betrieb hier die FmRadarstelle Schwarz.
Im Zuge der Neuausrichtung und Umstrukturierung der Bundeswehr wurde der Verband zum 1. April 2013 als Bataillon Elektronische Kampfführung 931 neu aufgestellt.
Zum 1. April 2023 erfolgte er Unterstellungswechsel vom Kommando Strategische Aufklärung, das aufgelöst wurde, zum neu aufgestellten, ebenfalls in Daun stationierten Kommando Aufklärung und Wirkung. Die ortsfesten Anteile des Bataillons mit der Antennenanlagen ANTERRA wurden an die ebenfalls neu aufgestellte Fernmeldeaufklärungszentrale Süd abgegeben.

### Die Kommandeure
| Nr. | Dienstgrad     | Name               | Beginn der Amtszeit | Ende der Amtszeit  |
| --- | -------------- | ------------------ | ------------------- | ------------------ |
| 4   | Oberstleutnant | Andreas Hartmann   | 7. Oktober 2021     | –                  |
| 3   | Oberstleutnant | Theobald Schneider | 26. September 2018  | 7. Oktober 2021    |
| 2   | Oberstleutnant | Carsten Berger     | 9. Juli 2015        | 26. September 2018 |
| 1   | Oberstleutnant | Thomas Herbusch    | 12. Juli 2013       | 9. Juli 2015       |

## Struktur
Das Bataillon ist in einen Stab, eine Unterstützungskompanie und drei mobile Kompanien gegliedert.

## Verbandsabzeichen
Das Verbandsabzeichen symbolisiert die Zugehörigkeit zum Standort Daun und die Unterstellung des Verbandes. Das geflochtene Leistengitter in den Farben gelb und rot entstammt dem Stammwappen der Herren und später Grafen von Daun. Der goldene Blitz ist das traditionelle Zeichen in der Fernmeldetruppe für die Fernmeldeaufklärung. Die Fackel als Symbol der Wachsamkeit geht auf das erste Wappen des Verbandes zurück.
Im Jahr 1987 erteilte der General der Führungstruppen, Wolfgang Estorf, dem damaligen Fernmeldebataillon 940 die Genehmigung, dieses Wappen als internes Verbandsabzeichen zu tragen.

## Einsätze
Das Bataillon Elektronische Kampfführung 931 unterstützte im Rahmen seines Auftrages die Einsätze der Bundeswehr, unter anderem den Einsatz in Afghanistan mit den Missionen International Security Assistance Force (ISAF)  und Resolute Support (RS) in Afghanistan. Regelmäßig sind Soldaten des Verbandes im Auslandseinsatz. Bei einem Anschlag auf Bundeswehrsoldaten in Kabul am 7. Juni 2003 fielen zwei Soldaten des Verbandes, einer wurde schwer verwundet.